# Rocket Ride
Rocket Ride es el séptimo álbum, de la banda alemana de power metal Edguy, lanzado el 20 de enero de 2006. 

## Lista de canciones
1. "Sacrifice" – 8:01
2. "Rocket Ride" – 4:47
3. "Wasted Time" – 5:48
4. "Matrix" – 4:09
5. "Return to the Tribe" – 6:06
6. "The Asylum" – 7:38
7. "Save Me" – 3:47
8. "Catch of the Century" – 4:03
9. "Out of Vogue" – 4:36
10. "Superheroes" – 3:19
11. "Trinidad" – 3:28
12. "Fucking with Fire (Hair Force One)" – 4:22
13. "Land of the Miracle (En vivo en Brasil)" – 5:49 (edición limitada)
14. "Reach Out" – 4:05 (Japanese Bonus Track)
15. "Lavatory Love Machine" (Versión acústica) – 4:37 (Bonus Track Japonés)

## Formación
- Tobias Sammet (Voces)
- Jens Ludwig (Guitarra)
- Dirk Sauer (Guitarra)
- Tobias Exxel (Bajo)
- Felix Bohnke (Batería)

### Álbum
| Listas (2006) | Posición |
| ------------- | -------- |
| Finlandia     | 25       |
| Austria       | 50       |
| Suecia        | 8        |
| Suiza         | 50       |
| Alemania      | 8        |

### Sencillos
| Año  | Sencillo      | Conteo | Posición |
| ---- | ------------- | ------ | -------- |
| 2006 | "Superheroes" | Suecia | 10       |
| 2006 | "Superheroes" | Suiza  | 52       |

- Datos: Q2630654